# Martín González de Navas
Martín González de Navas, sacerdote y político español, fue diputado a Cortes en 1820.

## Biografía
Nacido en Araúzo de Miel y bautizado en la parroquia de Santa Eulalia el 14 de noviembre de 1767 con el nombre de Martín de Juan, hijo de Juan M. González y Díez Salazar (natural de San Andrés de Arroyo, en la provincia de Santander) y de su esposa Joaquina Navas Ximeno (natural de Araúzo de Miel). Fue primo del espía arauceño Rafael de Navas Ximeno. Martín González de Navas era canónigo de la iglesia de San Isidro de Madrid cuando le sorprendió la toma de Madrid por el Mariscal Murat en 1808. Aparece nuevamente en Cádiz durante las sesiones constituyentes de las Cortes de 1810 y es elegido por votación como uno de los cinco miembros de la Junta Suprema de Censura con sede en Cádiz.

## Informe Quintana
Forma parte de la Junta de Instrucción Pública constituida por la Secretaría de Despacho de la Gobernación en marzo de 1813 para elaborar un informe sobre la reforma general de la educación nacional. Redactado en apenas seis meses, fue elaborado en la ciudad de Cádiz y firmado el 9 de septiembre de 1813 por los diputados Martín González de Navas, José Vargas y Ponce, Eugenio Tapia, Diego Clemencín, Ramón de la Cuadra y Manuel José Quintana, que dará su nombre al documento.

## Personalidad
Martín aparece posteriormente como Deán de la “Iglesia de Málaga” y ya en 1820 es diputado a Cortes durante el trienio liberal, elegido por la circunscripción de Burgos. A. Fernández de los Ríos escribió sobre el Martín González de 1821: “Predicante, valiente, evangelista firme, vivo, sencillo, fogoso, recta intención, y chico de cuerpo, pero grande y esforzado de ánimo luego que oye nombrar Jesuitas, o bulas in Coena Domini o de composición”. También el “cura propio” del Arzobispado de Toledo escribió acerca de Martín en 1821: “No es de los que peor libran este digno eclesiástico (en concepto del autor anónimo), su mérito es bien conocido, sus ideas justas y benéficas, su ilustración patente, y su deseo que prospere la patria, es el único blanco adonde asesta sus tiros”.
Fue liberal y mucho más abierto que la mayor parte de sus contemporáneos, a las nuevas ideas que proponía la Constitución de 1812 con una monarquía parlamentaria e igualdad entre ciudadanos y regiones.